# Lester del Rey

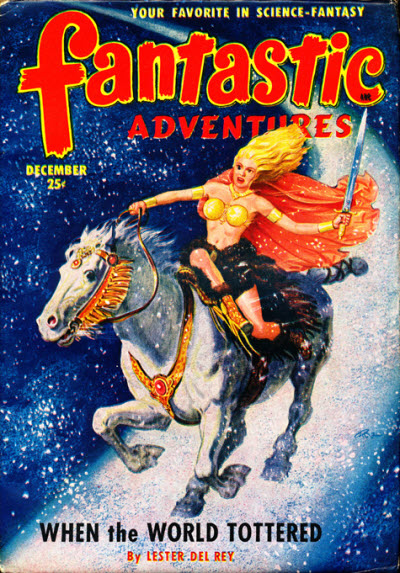
Nuvela lui del Rey "When the World Tottered" a fost pe coperta revistei din decembrie 1950 Fantastic Adventures, ilustrație de Robert Gibson Jones

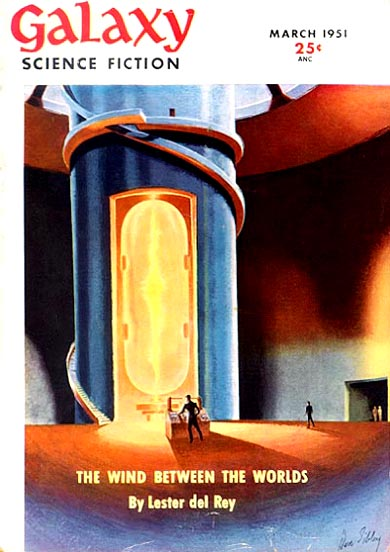
Povestirea lui del Rey "The Wind Between the Worlds" a fost pe coperta revistei din martie 1951 Galaxy Science Fiction

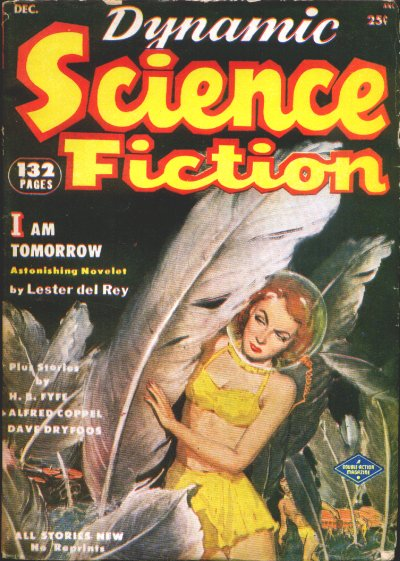
Povestirea lui del Rey "I Am Tomorrow" a fost pe coperta revistei Dynamic Science Fiction, primul număr apărut în 1952

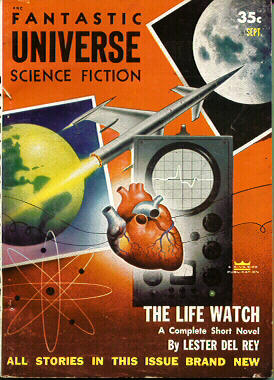
Romanul scurt al lui del Rey "The Life Watch" a fost pe coperta revistei din septembrie 1954 Fantastic Universe

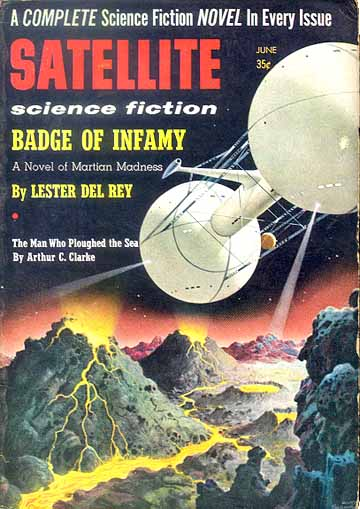
Romanul lui del Rey Badge of Infamy a fost pe coperta revistei din iunie 1957 Satellite Science Fiction

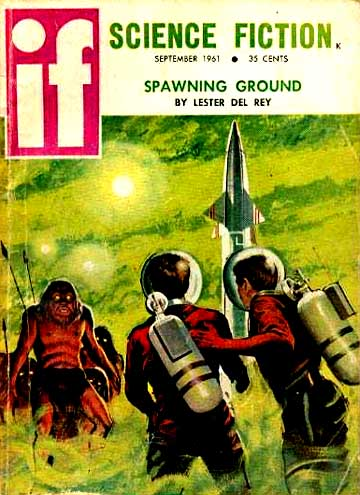
Povestirea lui del Rey "Spawning Ground" a fost pe coperta revistei din septembrie 1961 If

Lester del Rey  (n. 2 iunie 1915, Saratoga Township⁠(d), Minnesota, SUA – d. 10 mai 1993, New York City, New York, SUA) a fost un scriitor și editor american de literatură științifico-fantastică.

## Lucrări scrise (selecție)

### Romane
- Marooned on Mars (1952)
- Rocket Jockey ca Philip St. John (1952)
- Attack from Atlantis (1953)
- Battle on Mercury ca Erik Van Lhin (1953)
- The Mysterious Planet ca Kenneth Wright (1953)
- Rockets to Nowhere ca Philip St. John (1954)
- Step to the Stars (1954)
- For I Am A Jealous People (1954)
- Preferred Risk (1955) cu Frederik Pohl [ca Edson McCann]
- Mission to the Moon (1956)
- Nerves (1956)
- Police Your Planet ca Erik Van Lhin (1956)
- Day of the Giants (1959)
- Moon of Mutiny (1961)
- The Eleventh Commandment (1962)
- Outpost of Jupiter (1963)
- The Sky Is Falling (1963)
- Badge of Infamy (1963)
- The Runaway Robot (1965)
- The Infinite Worlds of Maybe (1966)
- Rocket from Infinity (1966)
- The Scheme of Things (1966)
- Siege Perilous (1966)
- Tunnel Through Time (1966)
- Prisoners of Space (1968)
- Pstalemate (1971)
- Weeping May Tarry (1978) cu Raymond F. Jones

### Colecții de povestiri
- ... And Some Were Human (1948)
- Robots and Changelings (1957)
- The Sky is Falling and Badge of Infamy (1966)
- Mortals and Monsters (1965)
- Gods and Golems (1973)
- The Early del Rey (1975)
- The Early del Rey: Vol 1 (1976)
- The Early del Rey: Vol 2 (1976)
- The Best of Lester del Rey (1978)
- War and Space (2009)
- Robots and Magic (2010)

### Nonfiction
- Rockets Through Space (1957)
- Space Flight, General Mills, Inc. 1958, 1957; Golden Press, 1959
- The Mysterious Earth (1960)
- The Mysterious Sea (1961)
- The Mysterious Sky (1964)
- The World of Science Fiction, 1926-1976: the History of a Subculture (1980)

### Ca editor
- The Year After Tomorrow cu Carl Carmer & Cecile Matschat (1954)
- Best Science Fiction of the Year #1-#5 (1972–1976)